# 江西母草
江西母草（学名：Lindernia kiangsiensis）为玄参科母草属下的一个种。

## 扩展阅读
- 維基物種上的相關：江西母草